# 傅雅谷
傅雅谷（1923年—），男，浙江杭州人，中国神经病学家，曾任重庆医科大学教授、博士生导师。